# Сківи-Дуже
Сківи-Дуже (пол. Skiwy Duże) — село в Польщі, у гміні Сім'ятичі Сім'ятицького повіту Підляського воєводства.
Населення — 192 особи (2011).
У 1975-1998 роках село належало до Білостоцького воєводства.

## Демографія
Демографічна структура станом на 31 березня 2011 року:
|          | Загалом | Допрацездатний вік | Працездатний вік | Постпрацездатний вік |
| -------- | ------- | ------------------ | ---------------- | -------------------- |
| Чоловіки | 94      | 19                 | 60               | 15                   |
| Жінки    | 98      | 22                 | 50               | 26                   |
| Разом    | 192     | 41                 | 110              | 41                   |